# Шоню, Пьер
Пьер Шоню́ (фр. Pierre Chaunu; 17 августа 1923, Бельвиль-сюр-Мёз, департамент Мёз, Лотарингия — 22 октября 2009, Кан) — французский историк.
В 1940—1944 годах учился в Сорбонне. Дипломную работу написал о французском писателе Эжене Сю, впоследствии переросшую в первую книгу «Эжен Сю и Вторая республика» (1948). В 1945 году Пьер Шоню попал на лекции Фернана Броделя, которые предопределили его дальнейший профессиональный путь. С этого времени П. Шоню сделался последователем Ф. Броделя и школы «Анналов».
В 1959—1971 годах профессор в Канском университете (Нормандия), где в 1966 году создал Центр исследований по квантитативной истории. С 1971 года профессор в Сорбонне, где и преподавал вплоть до выхода на пенсию.
Исследовал историю Латинской Америки и историю Европы, главным образом, Франции XVI—XVIII веков.
Является одним из пионеров квантитативной истории во французской науке. Одним из важнейших направлений его исследований было изучение влияния демографических колебаний на развитие цивилизаций.
Придерживался консервативных взглядов, с 1944 года являлся сторонником политики Ш. де Голля. В 1954 году перешёл в протестантизм. Не раз оказывался в конфликте со своими и коллегами. В 1968 году он выступал за реформы, понимая их иначе, чем бо́льшая часть его университетского окружения. Тогда же протестовал против абортов, руководствуясь морально-религиозными соображениями и опасаясь демографического кризиса.
С 1982 года Член Академии моральных и политических наук, в 1993 году избран её президентом.
Командор ордена Почётного легиона.
Лауреат Премии Жана Ферре и Большой премии Гобера.

## Книги
- Эжен Сю и Вторая республика. Париж. 1948.
- Севилья и Атлантика (1504—1640). 12 томов. Париж. 1955—1960.
- Филиппины и Тихий океан иберийцев. 2 тома. Париж. 1960—1966.

## Труды (на русском языке)
- Шоню П. Во что я верую. — М.: Русский путь, 1996. — 288 с. — 10 000 экз. — ISBN 5-85887-017-1.
- Шоню П. Цивилизация классической Европы. — Екатеринбург: У-Фактория, 2005. — 608 с. — (Великие цивилизации). — 2000 экз. — ISBN 5-94799-396-1.
  - . — М.: АСТ, 2008. — 608 с. — (Золотой фонд мировой классики). — ISBN 978-5-9713-9275-0.
- Шоню П. Цивилизация Просвещения. — Екатеринбург; М.: У-Фактория; АСТ, 2008. — 688 с. — (Великие цивилизации). — 4000 экз. — ISBN 978-5-9757-0332-3.
- Шоню П. История Латинской Америки. — М.: Астрель; АСТ, 2009. — 160 с. — (Cogito, ergo sum). — 3000 экз. — ISBN 978-5-17-054734-0.